# Junga Severnogo flota
Junga Severnogo flota (Юнга Северного флота) è un film del 1973 diretto da Vladimir Abramovič Rogovoj.

## Trama
Il film è ambientato durante la guerra. Il film racconta di quattro ragazzi sovietici che vanno alle Isole Solovetsky alla scuola Jung, che è diventata per loro una vera scuola di crescita e una scuola di vita.